# Бёкли, Франц
Франц Бёкли (нем. Franz Böckli; 15 марта 1858 — 14 февраля 1937) — швейцарский стрелок, чемпион летних Олимпийских игр 1900 и двукратный чемпион мира 1899.
На чемпионате мира 1899 в Гааге стал чемпионом в винтовочной стрельбе среди команд и в индивидуальном соревновании стоя. Также завоевал бронзовую награду в стрельбе с трёх позиций.
На Олимпийских играх в Париже Бёкли участвовал в соревнованиях по стрельбе из винтовки. В стрельбе стоя занял 5-е место с 294 очками, с колена разделил 7-ю позицию с 300 баллами, и лёжа 21-е место с 289 очками. В стрельбе из трёх позиций, в которой все ранее набранные очки складывались, Бёкли стал 8-м. В командном соревновании его сборная стала первой, получив золотые награды.